# Borohrádek
Borohrádek (deutsch Heideburg) ist eine Stadt in Tschechien. Sie liegt 22 Kilometer südöstlich des Stadtzentrums von Hradec Králové an der Stillen Adler und gehört zum Okres Rychnov nad Kněžnou.

## Geographie
Die Stadt befindet sich auf der Hohenbrucker Tafel (Třebechovické tabule) am linken Ufer der Stillen Adler. Durch Borohrádek führt die Eisenbahn von Týniště nad Orlicí nach Choceň, von der in der Stadt die Strecke Borohrádek–Holice–Chrudim abzweigt.
Nachbarorte sind Žďár nad Orlicí und Chotiv im Norden, Moravsko im Nordosten, Šachov und Zdelov im Osten, Velká Čermná und Čermná nad Orlicí im Südosten, Veliny im Südwesten sowie Koudelka und Poběžovice u Holic im Westen.

## Geschichte
Die erste schriftliche Überlieferung stammt aus dem Jahre 1308, als Jaroslav von Borohrádek zusammen mit Ctibor von Uhersko zwischen Opočno und Turov die Truppen Friedrichs des Schönen schlug. Seit 1342 war Borohrádek Herrschaftssitz und gehörte den Herren von Pottenstein. Um 1400 war es im Besitz des Licek von Riesenburg (Lickové z Rýzmburka). Später gelangte es an Nikolaus (Mikuláš) Licek von Riesenburg, der Anfang des 16. Jahrhunderts in den Herrenstand aufgenommen wurde und um 1504 starb. Erbe von Borohrádek war dessen Sohn Jan Licek, der 1548 die Herrschaften Rokitnitz und Hoděčín erwarb. Über seinen Sohn Siegmund (Zikmund) gelangte Borohrádek an dessen fünf Söhne. Sie verkauften die Herrschaft Borohrádek 1582 an Christoph Betengel d. Ä. von Neuenberg, der zwischen 1587 und 1589 auch Herr auf Reichenau war. Während der Herrschaft der Betengel wurde die alte Feste umgebaut; es entstanden ein neues Herrenhaus sowie ein Wirtschaftshof. Unter Franz Karl II. Kolowrat von Liebstein erfolgte 1730 ein erneuter Umbau des Wirtschaftshofes.
1811 brannte das Herrenhaus nieder und Franz Josef II. Kolowrat von Liebstein ließ zwischen 1816 und 1820 ein Empireschlösschen errichten. Weitere Besitzer des Schlosses waren die Herren von Lützow und das Haus Salm-Salm, die das Schloss bis zur Verstaatlichung im Jahre 1945 besaßen. 1971 wurde der Markt Borohrádek zur Stadt erhoben.

## Ortsgliederung
Die Stadt Borohrádek besteht aus den Ortsteilen Borohrádek (Heideburg) und Šachov (Schachov).

## Sehenswürdigkeiten

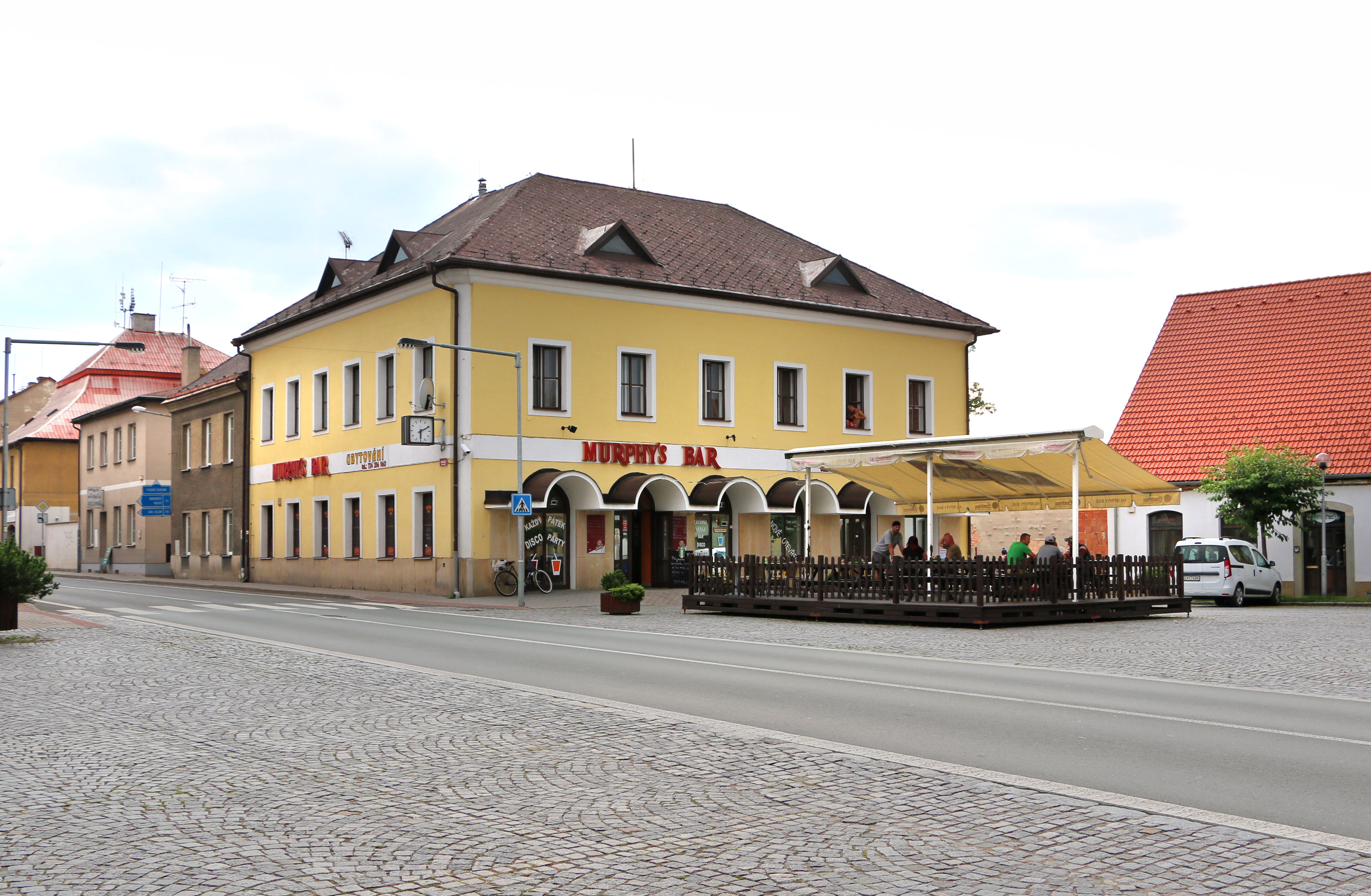
Der Hauptplatz

- Schloss Borohrádek, der Bau im Empirestil wurde zwischen 1816 und 1820 unter den Kolowrat von Liebstein anstelle eines Herrenhofes aus der Zeit der Renaissance errichtet
- frühbarocke Kirche des Erzengels Michael, erbaut zwischen 1669 und 1673
- hölzerner Glockenturm auf dem Friedhof
- Rokokosäule der Jungfrau Maria, auf dem Markt
- Dreifaltigkeitskirche in Šachov, erbaut 1600
- Sommereiche mit einem Stammumfang von 6,20 m an der Straße nach Šachov